# كوجي إيهارا
كوجي إيهارا (باليابانية: 相原コージ؛ بالكانا: あいはら コージ) هو مانغاكا ياباني، ولد في 3 مايو 1963 في نوبوريبيتسو في اليابان.

## روابط خارجية
- كوجي إيهارا على موقع ANN person (الإنجليزية)